# Gymnocichla nudiceps
Gymnocichla nudiceps, conhecido popularmente como formigueiro-calvo ou formigueiro-de-cara-azul, é uma ave da família Thamnophilidae. É a única espécie classificada no género Gymnocichla.
Pode ser encontrada nos seguintes países: Belize, Colômbia, Costa Rica, Guatemala, Honduras, México, Nicarágua e Panamá.
Os seus habitats naturais são: florestas subtropicais ou tropicais húmidas de baixa altitude.